# 1981 a filmművészetben

## Események
- január 19. – A Metro-Goldwyn-Mayer felvásárolja legyőzött vetélytársát, a United Artistst. A United Artists megszégyenítő veszteségei – amit a A mennyország kapuja c. film bukása okozott, aminek elkészítésére és bemutatására 40 millió dollárt fordítottak – nagyban hozzájárultak ahhoz, hogy a tulajdonos Transamerica eladja őket az MGM-nek.
- Tom Cruise megkezdi színészi pályafutását.
- április 1. –  a Ronald Reagan elleni merényletkísérlet miatt egy nappal elhalasztják az Oscar-díj gálát.

## Sikerfilmek
1. Az elveszett frigyláda fosztogatói (Paramount), főszereplő Harrison Ford, Karen Allen, Paul Freeman – 384 140 454 dollár
2. Szigorúan bizalmas (MGM), főszereplő Roger Moore, Hajím Topól, Julian Glover – 187 412 802 dollár
3. Az aranytó (Universal), főszereplő Katharine Hepburn, Henry Fonda, Jane Fonda – 119 285 432 dollár (USA)
4. Superman II. (Warner), főszereplő Christopher Reeve, Gene Hackman, Ned Beatty – 108 185 706 dollár (USA)
5. Arthur (Warner), főszereplő Dudley Moore, Liza Minnelli, John Gielgud – 95 461 682 dollár (USA)
6. Bombázók a seregnek (Columbia), főszereplő Bill Murray, Harold Ramis, John Candy – 85 297 000 dollár (USA)
7. A tengeralattjáró (Columbia), főszereplő Jürgen Prochnow, Herbert Grönemeyer, Klaus Wennemann – 84 987 676 dollár
8. Ágyúgolyó-futam (Fox), főszereplő Burt Reynolds, Roger Moore, Farrah Fawcett – 72 179 579 dollár (USA)
9. A róka és a kutya (Disney), főszereplő Mickey Rooney, Kurt Russell, Pearl Bailey – 63 456 988 dollár (USA)
10. Tűzszekerek (Columbia), főszereplő Nicholas Farrell, Nigel Havers, Iam Holm  – 58 972 904 dollár (USA)

## Magyar filmek
- Anna – rendező Mészáros Márta
- Aranycsapat – rendező Surányi András
- Fogadó az Örök Világossághoz – rendező Bán Róbert
- Ideiglenes paradicsom – rendező Kovács András
- A koncert – rendező Koltay Gábor
- Kopaszkutya – rendező Szomjas György
- Mephisto – rendező Szabó István
- Néptanítók – rendező Sára Sándor
- A pártfogolt – rendező Schiffer Pál
- A remény joga – rendező Kézdi-Kovács Zsolt
- Requiem – rendező Fábri Zoltán
- Ripacsok – rendező Sándor Pál
- Szabadgyalog – rendező Tarr Béla
- A szeleburdi család – rendező Palásthy György
- Tegnapelőtt – rendező Bacsó Péter
- A transzport – rendező Szurdi András
- Tündér Lala – rendező Katkics Ilona
- Vonatút – rendező Erdély Miklós
- Vuk – rendező Dargay Attila
- Zsarnok szíve, avagy Boccaccio Magyarországon – rendező Jancsó Miklós

## Díjak, fesztiválok
- Oscar-díj (április 1.)
  - Film:Átlagemberek
  - Rendező: Robert Redford – Átlagemberek
  - Férfi főszereplő: Robert De Niro – Dühöngő bika
  - Női főszereplő: Sissy Spacek – A szénbányász lánya
  - Külföldi film: Moszkva nem hisz a könnyeknek
- 6. César-gála
  - Film: Az utolsó metró, rendezte François Truffaut
  - Rendező: François Truffaut, Az utolsó metró
  - Férfi főszereplő: Gérard Depardieu, Az utolsó metró
  - Női főszereplő: Catherine Deneuve, Az utolsó metró
  - Külföldi film: Az árnyéklovas, rendezte Kuroszava Akira
- 1981-es cannes-i filmfesztivál
- Berlini Nemzetközi Filmfesztivál (Február 13–24.)
  - Arany Medve: Gyorsan, gyorsan! – Carlos Saura
  - Ezüst Medve: A csónak megtelt – Markus Imhoof
  - Férfi főszereplő: Jack Lemmon – Tisztelet
  - Női főszereplő: Barbara Grabov – Robbanásveszély
- Velencei Nemzetközi Filmfesztivál (augusztus 31-szeptember 10)
  - Arany Oroszlán: Ólomidő – Margarethe von Trotta
  - Rendező: Margarethe von Trotta – Ólomidő
  - Férfi főszereplő: Robert De Niro és Robert Duvall – Gyónás gyilkosság után
  - Női főszereplő: Jutta Lampe és Barbara Sukowa – Ólomidő
- 1981-es Magyar Filmszemle

## Születések
- január 28. – Elijah Wood amerikai színész
- április 19. – Hayden Christensen kanadai színész
- június 9. – Natalie Portman (Natalie Herschlag) amerikai filmszínésznő
- február 9. – Tom Hiddleston amerikai színész

## Halálozások
- január 10. – Richard Boone, színész
- január 11. – Beulah Bondi, színésznő
- január 16. – Bernard Lee, színész
- február 1. – Wanda Hendrix, színésznő
- február 4. – Mario Camerini, filmrendező, forgatókönyvíró
- február 21. – Ron Grainer, zeneszerző
- március 4. – Torin Thatcher, színész
- március 14. – Eleanor Perry, forgatókönyvíró
- március 15. – René Clair, francia filmrendező (* 1898)
- április 7. – Norman Taurog, rendező
- április 14. – Sergio Amidei, forgatókönyvíró
- április 26. – Herb Voland, színész
- április 26. – Jim Davis, színész
- május 18. – Arthur O'Connell, televíziós színész
- május 18. – Richard Hale, színész, énekes
- július 3. – Ross Martin, televíziós színész
- július 11. – Bilicsi Tivadar, színész, táncos komikus (* 1901)
- július 20. – Rajz János, színész
- július 27. – William Wyler, rendező
- augusztus 1. – Paddy Chayefsky, forgatókönyvíró
- augusztus 4. – Melvyn Douglas, színész
- augusztus 18. – Anita Loos, író
- augusztus 30. – Vera-Ellen, színésznő
- szeptember 1. – Ann Harding, televíziós színésznő
- szeptember 1. – Csorba István, színész
- szeptember 23. – Chief Dan George, színész, író
- szeptember 25. – Balázs Samu, színész
- szeptember 27. – Robert Montgomery, színész
- október 5. – Gloria Grahame, színésznő
- október 14. – Huszárik Zoltán, rendező
- október 24. – Edith Head, jelmezetervező
- október 24. – Glenn Anders, színész
- november 10. – Abel Gance, színész, filmrendező, producer
- november 12. – William Holden, színész
- november 16. – Morgan Conway, színész
- november 21. – Ejner Federspiel, színész
- november 25. – Jack Albertson, színész
- november 27. – Lotte Lenya, színésznő
- november 29. – Natalie Wood, színésznő
- december 17. – Ada Kramm, színésznő
- december 27. – Hoagy Carmichael, színész, énekes
- december 28. – Allan Dwan, rendező

## Filmbemutatók
- A bőr (La pelle) – rendező Liliana Cavani – főszereplő Marcello Mastroianni, Ken Marshall, Burt Lancaster, Claudia Cardinale
- A szenzáció áldozatai (Absence of Malice) – rendező Sydney Pollack – főszereplő Paul Newman és Sally Field
- Egy amerikai farkasember Londonban (An American Werewolf in London) – rendező John Landis – főszereplő David Naughton, Jenny Agutter
- Porontyjárat (Bustin' Loose) – rendező Oz Scott – főszereplő Richard Pryor
- Tűzszekerek (Chariots of Fire) – rendező Hugh Hudson – főszereplő Ben Cross, Ian Holm, John Gielgud
- (Deadly Blessing)  – rendező Wes Craven – főszereplő Sharon Stone, Ernest Borgnine
- Excalibur (Excalibur) – rendező John Boorman – főszereplő Nigel Terry, Liam Neeson, Patrick Stewart és Gabriel Byrne
- Péntek 13. – 2. rész (Friday the 13th Part 2) – rendező Steve Miner – főszereplő Amy Steel
- Halloween II (Halloween II) – rendező Rick Rosenthal – főszereplő Jamie Lee Curtis, Donald Pleasence
- Mad Max 2. – Az országúti harcos (Mad Max 2) – rendező George Miller – főszereplő Mel Gibson
- Vasember (Czlowiek z zelaza) – rendező Andrzej Wajda – főszereplő Jerzy Radziwilowicz, Krystyna Janda
- Anyu a sztár (Mommie Dearest) – rendező Frank Perry – főszereplő Faye Dunaway, Diana Scarwid
- Ómen III: A végső leszámolás (Omen III: The Final Conflict)– rendező Graham Baker – főszereplő Sam Neill, Rossano Brazzi
- Az aranytó (On Golden Pond) – rendező Mark Rydell – főszereplő Katharine Hepburn, Henry Fonda, és Jane Fonda
- Filléreső (Pennies from Heaven) – rendező Herbert Ross – főszereplő Steve Martin, Christopher Walken
- A profi (Le professionnel) – rendező Georges Lautner – főszereplő Jean-Paul Belmondo, Robert Hossein
- A pokol hét kapuja (E tu vivrai nel terrore – L'aldila) – rendező Lucio Fulci – főszereplő Catriona MacColl, David Warbeck és Cinzia Monreale
- Ragtime – rendező Miloš Forman – főszereplő Howard E. Rollins Jr., Elizabeth McGovern
- Vörösök (Reds) – rendező Warren Beatty – főszereplő, Warren Beatty, Diane Keaton és Jack Nicholson
- Takarodó (Taps) – rendező Harold Becker – főszereplő George C. Scott, Timothy Hutton és Tom Cruise
- Tarzan, a majomember (Tarzan, the Ape Man) – rendező John Derek – főszereplő Miles O'Keeffe és Bo Derek
- A fekete macska (Gatto nero) – rendező Lucio Fulci – főszereplő Patrick Magee, Mimsy Farmer, David Warbeck, Al Cliver
- A csónak megtelt (Das Boot ist voll) – rendező Markus Imhoof  – főszereplő Tina Engel
- A francia hadnagy szeretője (The French Lieutenant's Woman) – rendező Karel Reisz – főszereplő Meryl Streep és Jeremy Irons
- Ólomidő (Die Bleierne Zeit) – rendező Margarethe von Trotta – főszereplő Jutta Lampe
- Vabank – rendező Juliusz Machulski – főszereplő Jan Machulski
- Jó szomszédok – rendező John G. Avildsen – főszereplő John Belushi, Dan Aykroyd, Cathy Moriarty, Kathryn Walker